# Brunnsbergs IF

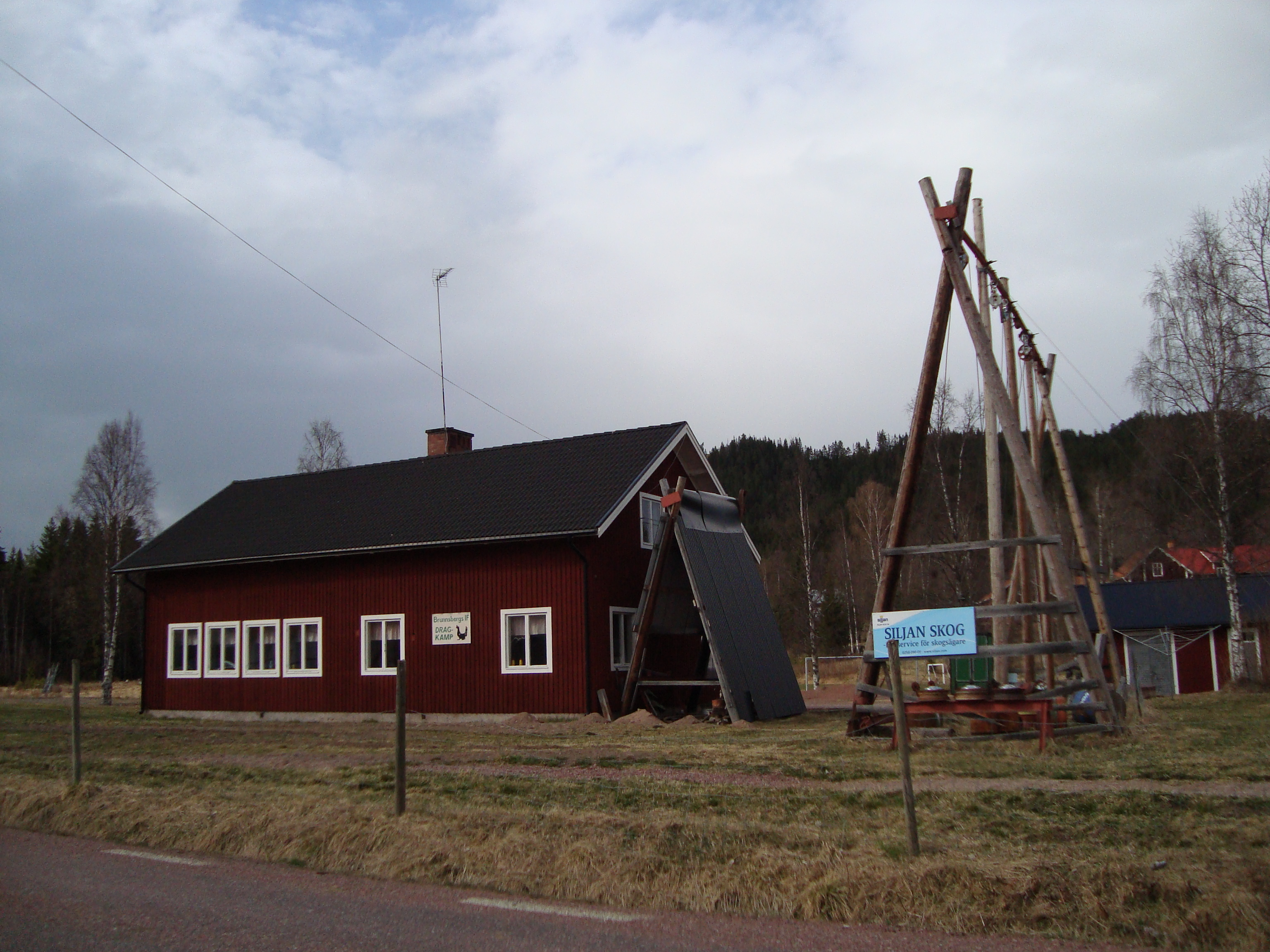
Träningsanläggningen och klubbstugan 2010.

Brunnsbergs IF (BIF) är en klubb som tävlat i dragkamp sedan 1997. Klubben har närmare 30 aktiva dragkampare. De har under åren samlat på sig flera medaljer i olika valörer från elitserien, SM, EM och VM. 2016 tog Brunnsberg tre medaljer i SM och landslaget, med enbart Brunnsbergsdragare, tog VM-guld i klassen Mixed 600 kg.
Vid SM-tävlingarna i Frillesås 2021 vann klubben tre av fyra möjliga viktklasser, Damer 540 kg, Junior 600 kg och Mixed 580 kg, samt ett silver i Herrar 640 kg.
2022 stod klubben som arrangör för SM-tävlingarna i dragkamp. Hemmaklubben segrade i 8 av de 9 viktklasserna (Herrar 600 kg, Herrar 640 kg, Herrar 680 kg, Damer 520 kg, Damer 540 kg, Damer 560 kg, Ungdom 560 kg, Mixed 580 kg). Utöver de åtta SM-gulden vanns ett silver i Junior 600 kg samt två brons i Damer 540 kg och Damer 560 kg. Den oerhört framgångsrika dalaklubben har nu totalt dragit hem 58 SM-guld.
Brunnsbergs IF har sin träningsanläggning i byn Brunnsberg i Älvdalens kommun. Klubben har den gamla småskolan i byn, intill gamla riksväg 70, som klubbstuga.